# 晋哲朗
Tetsuro susumu（晋 哲朗、すすむ てつろう、1960年 - 2020年）は、日本のはり師、漫画家。

## 経歴
日本の鍼灸専門学校を首席で卒業。専門の通信教育機関にて本格的に漫画を学ぶ。
1999年から2004年まで5年間、共同通信に鍼灸漫画を連載。計100回全国地方新聞、ブロック紙20紙に連載された。
2005年に岩波新書より出版の『鍼灸の挑戦』（松田博公著）の挿絵を担当。岩波が漫画を掲載したのは2例目だと云う。
2008年にkindle Amazon.comより自著を出版。2009年鍼灸ジャーナル』（緑書房）に巻頭インタビューが掲載される。同年、『鍼灸小僧日記』をCD-ROMの形態でヒューマンワールドより出版。
2007年より日本漫画家協会に所属。2011年に同協会を退会。
2009年にBLAST2009。2011年にMermaids dream internationally illustrated  by Marija Fekete-sullivan。2015年にNew York Art Magazine。2020年１月肺がんのため逝去。

## 著作
kindle amazon.comより多数出版。portable tetsuro susumu tetsuro susumu new art 2016 他。